# 瀬戸石駅
瀬戸石駅（せといしえき）は、熊本県八代市坂本町川嶽瀬戸石にある、九州旅客鉄道（JR九州）肥薩線の駅である。

## 歴史
- 1910年（明治43年）6月25日：鉄道院により鹿児島本線の駅として開設[2]。
- 1927年（昭和2年）10月17日：鹿児島本線海岸ルート全通にともない八代 - 鹿児島間が分離され肥薩線所属駅となる[3]。
- 1962年（昭和37年）10月1日：貨物取扱廃止[4]。
- 1965年（昭和40年）7月3日：集中豪雨による球磨川増水で駅舎、宿舎が流失[5][4]。
- 1966年（昭和41年）3月31日：新駅舎竣工[4]。
- 1973年（昭和48年）10月16日：駅業務のうち営業関係を業務委託化[4][6]。
- 1982年（昭和57年）
  - 7月12日：集中豪雨で土砂が崩落し、構内停車中の急行「くまがわ」が埋まる[5]開通は7月15日[4]。
  - 7月25日：集中豪雨で球磨川が増水。未明になりレール面上1.2mの高さまで浸水し、駅本屋は倒壊。開通は8月5日[4]。
- 1986年（昭和61年）11月1日：電子閉塞装置導入[7]により無人化[8]。
- 1987年（昭和62年）
  - 4月1日：国鉄分割民営化により九州旅客鉄道が継承[7]。
  - 12月9日：駅舎撤去[4]。
- 2020年（令和2年）7月4日：令和2年7月豪雨の影響による球磨川の氾濫により駅壊滅[9]。

## 駅構造
島式ホーム1面2線を有する地上駅。ホームとは構内踏切で連絡している。かつては有人駅で駅舎があり、急行「えびの」「くまがわ」の一部列車が停車していた。現在は無人駅で普通列車のみ停車する。駅舎も解体された。ホーム上にある待合室は開業当時から使用されているもの。待合室に設置された方面案内板の「八代・熊本方面」と「人吉・湯前方面」は国鉄時代に急行列車の停車駅だった頃の名残である。
開業当初は木造駅舎が建っていたが1965年の水害で流失、後に鉄筋の駅舎が再建されたがこちらも1982年の水害で流失し、跡地は駐車場となった。その後、ホーム上にプレハブの仮駅舎を設置し、それを使用しての営業となったが、無人化以降は駅舎が作られていない。
2020年の令和2年7月豪雨では駅構内の路盤が流出し、ホームと待合室が全壊するなど甚大な被害を受けた。
その後、肥薩線の復旧へ向けて、利用の少ない駅の廃止を含めた駅配置の適正化をJR九州が求めたことから本駅の廃止が浮上し、2025年3月25日、熊本県や沿線自治体から形成される「JR肥薩線再生協議会」は「駅を拠点とした観光振興なども見込めない」と結論づけ、本駅の廃止を含めた復興計画案が合意に達した。

### のりば
| のりば | 路線    | 方向 | 行先             |
| ------ | ------- | ---- | ---------------- |
| 1      | ■肥薩線 | 下り | 人吉・吉松方面   |
| 2      | ■肥薩線 | 上り | 八代・新八代方面 |

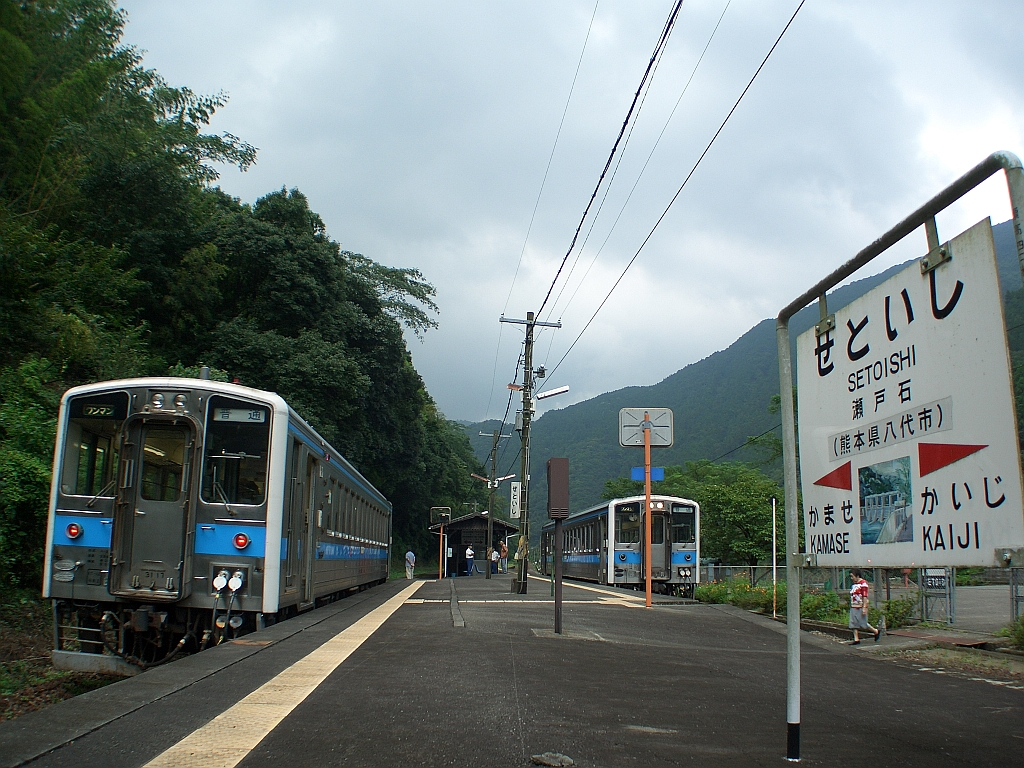
ホーム（2006年8月）

## 利用状況
1日平均乗車人員及び乗降人員は以下の通り。
| 年度   | 1日平均 乗車人員 | 1日平均 乗降人員 |
| ------ | ---------------- | ---------------- |
| 2000年 | 12               | 27               |
| 2001年 | 8                | 20               |
| 2002年 | 10               | 22               |
| 2003年 | 9                | 22               |
| 2004年 | 9                | 22               |
| 2005年 | 6                | 16               |
| 2006年 | 6                | 15               |
| 2007年 | 5                | 13               |
| 2008年 | 6                | 13               |
| 2009年 | 6                | 13               |
| 2010年 | 6                | 13               |
| 2011年 | 3                | 9                |
| 2012年 | 4                | 9                |
| 2013年 | 2                | 5                |
| 2014年 | 0.4              | 2                |
| 2015年 | 0.2              | -                |

## 駅周辺
周辺にはほとんど民家がないが、対岸の楮木（かしき）にはまとまった集落があり、以前は球磨川最後の渡し船で結ばれていた。駅付近から階段で通じる河原が乗船場だったが、船が対岸にいるときは叫んで呼ぶ必要があった。渡し船の料金は1回150円だったが、集落住民は無料であった。船頭の高齢化と利用客減少により、2012年10月31日限りで廃止となった。
- 電源開発瀬戸石ダム・瀬戸石発電所
- 国道219号 - 対岸を通る。

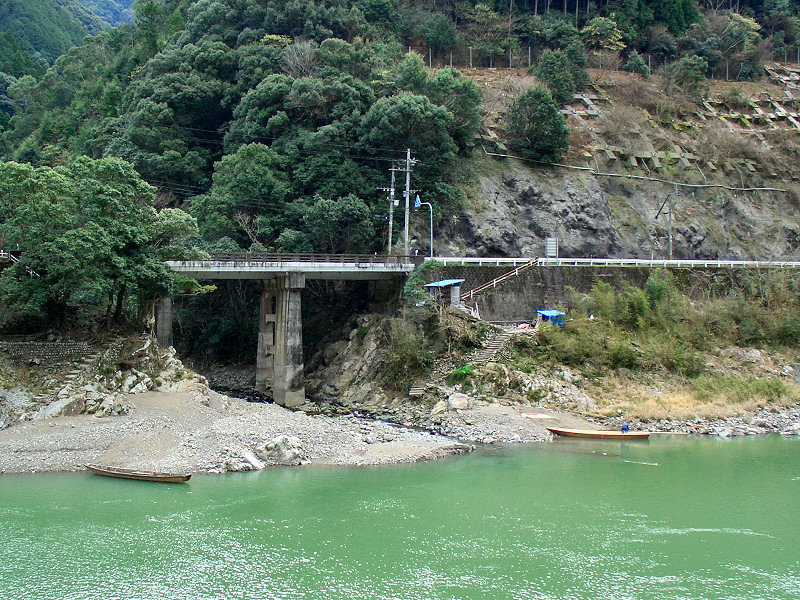
渡し船（2007年3月）
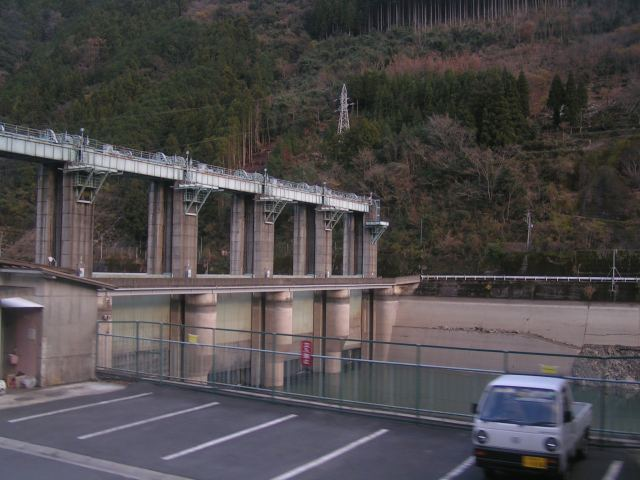
瀬戸石ダム（2005年12月）

## 隣の駅
九州旅客鉄道（JR九州）
■肥薩線
鎌瀬駅 - 瀬戸石駅 - 海路駅